# Big Fat Lie
Big Fat Lie è il secondo album in studio da solista della cantante statunitense Nicole Scherzinger, pubblicato il 17 ottobre 2014 dalla RCA Records. Nicole Scherzinger ha iniziato a lavorare sul disco nell'estate del 2013 con The-Dream e Christopher Stewart, che agiscono come produttori esecutivi dell'album.
Your Love è stato il primo singolo dell'album e ha debuttato al numero 6 nella UK Singles Chart, ed è stato un successo in altri mercati internazionali. Run è stata inviata alle stazioni americane il 30 settembre come secondo singolo. Il terzo singolo, On the Rocks è stato pubblicato il 10 ottobre.

## Tracce
1. Your Love – 4:06 (Terius "The-Dream" Nash, Christopher "Tricky" Stewart)
2. Electric Blue (featuring T.I.) – 3:41 (Nash, Stewart, Clifford Harris Jr.)
3. On the Rocks – 5:07 (Nash, Stewart, Carlos "Los da Mystro" McKinney)
4. Heartbreaker – 4:59 (Nash, Stewart)
5. God of War – 3:57 (Nash, Stewart)
6. Girl with a Diamond Heart – 3:38 (Nash, Stewart)
7. Just a Girl – 3:26 (Nash, Stewart)
8. First Time – 3:19 (Nash, Stewart)
9. Bang – 4:27 (Nash, Stewart)
10. Big Fat Lie – 3:49 (Nicole Scherzinger, Nash, Stewart)
11. Run – 3:30 (Justin Tranter, Julia Michaels, Felix Snow)

## Classifiche
| Classifica (2014)                   | Posizione raggiunta |
| ----------------------------------- | ------------------- |
| Regno Unito (Official Albums Chart) | 17                  |